# キングダム (韓国のテレビドラマ)
キングダム（キングダム、韓：킹덤、英語：Kingdom）は、2020年1月25日から配信されている韓国のテレビドラマである。日本ではNetflixにて配信された。
シーズン1は2019年1月25日から配信開始。シーズン2は2020年1月13日より配信開始。
疫病と王妃一族の陰謀を巡って真相が明らかになるゾンビスリラーで、シーズン2までシリーズ化されている。続編として「キングダム：アシンの物語」（2022年7月23日）も公開された。

## あらすじ
李氏王朝。王が病に倒れたといううわさが国を揺るがす中、一人息子である世子（チュ・ジフン）は真実を確かめるため、王に会いに行こうとするも、若き後妻の王妃（キム・ヘジュン）が立ちはだかる。王宮に潜む陰謀を暴こうと、世子は旅へと繰り出すが、感染者を化け物（＝ゾンビ）に変える疫病がまん延していることに直面し、王の病との関係を探るため、そして民衆を救うため、立ち上がる。

## キャスト
※括弧内は日本語吹替。

### 主要人物
- 世子/イ・チャン：チュ・ジフン（中川慶一）

王の息子。
王の異常に気づき、王の診察を担当した医師を捜索しに旅に出た。行くうちに疫病とチョ氏一族の関係を暴いて行こうとする。
- チョ・ハクチュ：リュ・スンリョン（綿貫竜之介）

王妃の父。領議政（ヨンイジョン）。
王妃の力を利用していて、国全体の実権を握ろうとする。
- ソビ：ペ・ドゥナ（竹内絢子）

都の医院で勤務する医女。
疫病から怪物へと変わる民衆を最初に目撃。ヨンシンやイ・チャンらと共に疫病の真相を暴こうとする。
- ムヨン：キム・サンホ（白熊寛嗣）

イ・チャンの護衛武士。
何事にも、イ・チャンに忠実である。子を宿す妻がいる。
- ヨンシン：キム・ソンギュ（細川祥央）

怪物となった民衆から逃れた男。素性は不詳。
- チョ・ボムパル：チョン・ソクホ（朝鮮語版）（水越健）

東菜府使（トンネプサ）。ハクチュの甥。
- 王妃チョ氏：キム・ヘジュン（朝鮮語版）（岡純子）

王の継妃。チョ・ハクチュの娘。
継子であるチャンとは敵対関係にある。
- アン・ヒョン大監：ホ・ジュノ（谷内健）

イ・チャンの師匠。以前、戦乱で勝利に導いた英雄。

## スタッフ
- 脚本：キム・ウニ
- 演出：キム・ソンフン（シーズン1）、イ・ヨンジュ（シーズン2）
- 製作：Netflix